# Leighton Bennett
Leighton Bennett (* 31. Dezember 2005 in Lincoln, Lincolnshire) ist ein englischer Dartspieler. 2019 gewann er im Alter von 13 Jahren die BDO World Youth Darts Championship. 2020, im Alter von 14 Jahren, trat er zum ersten Mal bei der BDO-Weltmeisterschaft der Männer an. Er gilt damit als der jüngste Spieler in der Geschichte des Darts, der je an einer professionellen Weltmeisterschaft der Herren teilgenommen hat.

## Karriere
Bennetts erstes größeres Dartsturnier waren die World Masters der Junioren, wo er sein Auftaktspiel mit 1:4 Legs verlor. Zudem nahm er in seinem Debütjahr auch erstmals an der BDO World Youth Darts Championship teil, kam jedoch nicht über die Vorrunde hinaus. Erstmals erlangte Bennett überregionale Bekanntheit durch seinen Triumph bei den Cambridgeshire Open im August 2018. Bei diesem Turnier besiegte der damals 12-Jährige unter anderem den mehrmaligen PDC-WM-Teilnehmer Ricky Evans im Halbfinale, ehe er im Finale den Development Tour-Akteur Rhys Hayden ebenfalls besiegen konnte. Hierdurch bekam Bennett ein Preisgeld in Höhe von £1.000 und wurde unter anderem vom mehrmaligen WM-Halbfinalisten Wayne Mardle geadelt. Bei den World Masters erreichte Bennett in seinem zweiten Jahr das Halbfinale. Den größten Erfolg seiner Karriere feierte der Engländer im Januar 2019, als er im Finale der BDO World Youth Darts Championship 2019 den Schotten Nathan Girvan mit 3:0 Sets besiegen konnte und somit Jugendmeister der BDO wurde.
Im Finale der Luxembourg Open 2019 verlor Bennett gegen Martijn Kleermaker. Dank fünf weiterer Halbfinalteilnahmen in diesem Jahr qualifizierte er sich erstmals für den Herrenwettbewerb der BDO World Darts Championship 2020, wo er mit 1:3 Scott Mitchell unterlag. Das Jugendfinale verlor er gegen Keane Barry.
Mit der Liquidation der BDO begann Bennett, die Turniere der Junior Darts Corporation, der Jugendorganisation der PDC zu spielen. Er erreichte bei der JDC World Championship 2021 das Finale, welches er mit 4:5 gegen Bradly Roes aus den Niederlanden verlor.
Mit dem Erreichen des sechzehnten Lebensjahres kann Bennett außerdem seit 2022 an den PDC-Turnieren teilnehmen. So war er bereits für die PDC Qualifying School im Januar gemeldet, wobei er direkt über die Rangliste in die Final Stage kam. Er scheiterte letztendlich aber daran, sich eine Tour Card für die kommenden zwei Jahre zu erspielen.
Außerdem hatte Bennett einen Startplatz beim Jungenwettbewerb der WDF World Darts Championship 2022, wo er jedoch die erste Runde nicht überstand. Daraufhin spielte Bennett vermehrt die PDC Development Tour, über die er sich für die PDC World Youth Championship 2022 qualifizierte. Dabei konnte er allerdings keinen Sieg erringen.
Im Januar 2023 versuchte sich Bennett erneut auf der Q-School. Dieses Mal scheiterte er jedoch an der Qualifikation für die Final Stage. Bei der PDC Development Tour 2023 erreichte Bennett daraufhin ein Finale, das er gegen Sebastian Białecki verlor. Die Development Tour Order of Merit beendete Bennett auf Rang 27. Er nahm daraufhin als internationaler Qualifikant an der PDC World Youth Championship 2023 teil, verlor aber beide Gruppenspiele gegen Jarno Bottenberg und Jarred Cole.
Bei der Q-School 2024 ging Bennett erneut an den Start. Er qualifizierte sich dabei am letzten Tag auf direktem Weg für die Final Stage. Am vorletzten Tag konnte er sich durch einen Sieg über Thomas Cromwell die Tour Card sichern.
Bei den Players Championships 2024 spielte er am 12. Februar 2024 im Zweitrundenmatch gegen Lukas Wenig einen Neundarter. Er war damit zu diesem Zeitpunkt der jüngste Spieler, dem das auf der Pro Tour jemals gelang. Nur 53 Minuten später wurde er allerdings von dem knapp ein Jahr jüngeren Luke Littler abgelöst.
Am 13. August 2024 wurde bekannt, dass Bennett aufgrund von Verstößen gegen Glücksspielregeln von der Darts Regulation Authority suspendiert wurde. So sollen im Rahmen der Modus Super Series 2023 verdächtige Wetten auf vier Spiele Bennetts abgeschlossen worden seien.

## Weltmeisterschaftsresultate

### BDO Junioren
- 2018: Vorrunde (1:3-Niederlage gegen  Jakob Kelly)
- 2019: Sieger (3:0-Sieg gegen  Nathan Girvan)
- 2020: Finale (0:3-Niederlage gegen  Keane Barry)

### BDO
- 2020: 1. Runde (1:3-Niederlage gegen  Scott Mitchell)

### JDC
- 2021: Finale (4:5-Niederlage gegen  Bradly Roes)
- 2022: 1. Runde (4:5-Niederlage gegen  Nico Bado)

### PDC-Junioren
- 2022: Gruppenphase (2:5-Niederlage gegen  Daniel Perry und 0:5-Niederlage gegen  Charlie Manby)
- 2023: Gruppenphase (3:5-Niederlage gegen  Jarno Bottenberg und 1:5-Niederlage gegen  Jarred Cole)

### WDF-Junioren
- 2022: Halbfinale (1:2-Niederlage gegen  Charlie Large)